# ライト・レール・トランジット
ライト・レール・トランジット（英: Light Rail Transit、LRT）とはシンガポールの自動案内軌条式旅客輸送システム。ライト・ラピッド・トランジット（Light Rapid Transit）とも呼ばれる。主に住宅地を走り、1両、または2両で運行され、全線無人で運転されている。運営はSMRTトレインズの子会社であるSMRT Light RailとSBSトランジットが行い、シンガポール陸上交通庁（LTA）が統括している。

## 沿革
- 1999年11月6日 - LRTブキ・パンジャン線全線開業。
- 2003年1月20日 - LRTセンカン線センカン東環状線部分が開業。
- 2005年1月29日 - LRTセンカン線 センカン西環状線部分が開業。
- 2005年1月29日 - LRTプンゴル線プンゴル東環状線部分が開業。
- 2007年6月15日 - LRTプンゴル線 PE6 オアシス駅開業。
- 2007年11月15日 - LRTセンカン線 SW2 ファームウェイ駅開業。
- 2011年6月20日 - LRTプンゴル線 PE7ダマイ駅開業。
- 2013年1月1日 - LRTセンカン線 SW1 チェン・リム駅開業。
- 2014年6月29日 - LRTプンゴル線 プンゴル西環状線部分が開業。
- 2015年6月27日 - LRTセンカン線 SW3 クパン駅開業。
- 2016年2月29日 - LRTプンゴル線 PW1サム・ケー駅開業。

## 路線
全線が左側通行の複線で、直流750 V・第三軌条方式により電化されている。
| 路線名             | 路線距離                                  | 駅数               | 車両基地                             |
| ------------------ | ----------------------------------------- | ------------------ | ------------------------------------ |
| ブキ・パンジャン線 | 7.8 km                                    | 14駅               | テン・マイル・ジャンクション車両基地 |
| センカン線         | 10.7 km（東環状線4.4 km、西環状線6.3 km） | 12駅               | センカン車両基地                     |
| プンゴル線         | 10.3 km                                   | 12駅（開業駅のみ） | センカン車両基地                     |